# Holzschuhmacher

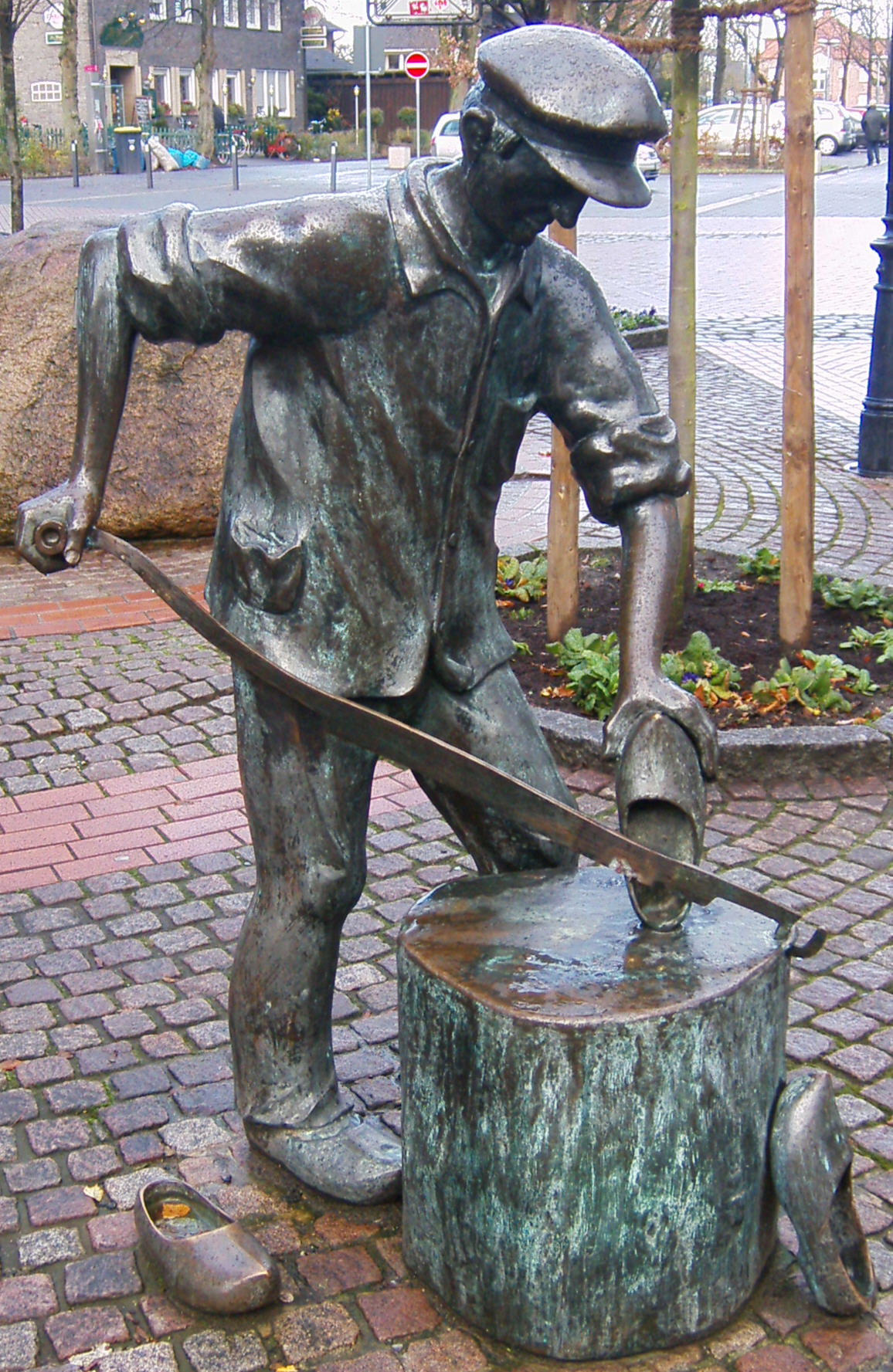
Holzschuhmacherdenkmal in Neuenkirchen

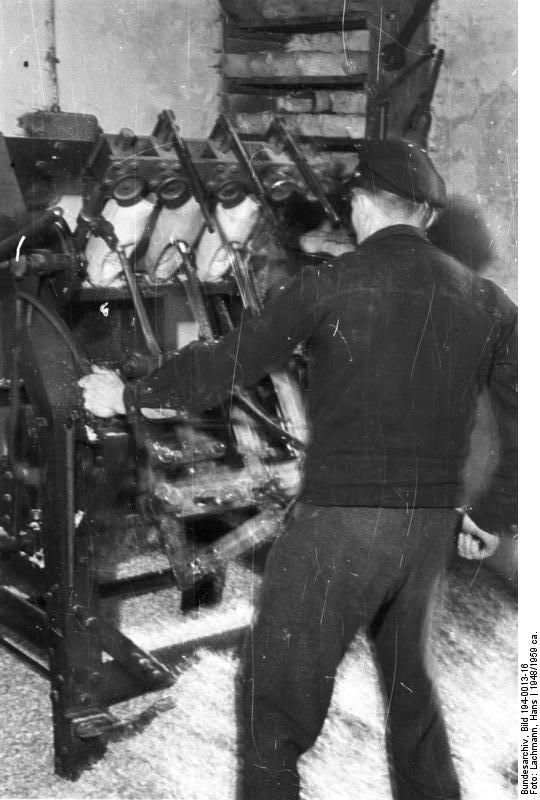
Holzschuhmacher an Maschine

Die Holzschuhmacherei war vermutlich ab dem Ende des 15. und der Mitte des 16. Jahrhunderts bis zum Ende des 19. Jahrhunderts ein weit verbreitetes Handwerk außerhalb der Zunftordnung der damaligen Städte. Noch bis in die Mitte der 1950er Jahre waren Holzschuhe die alltägliche Fußbekleidung für einen Großteil der ländlichen Bevölkerung in Westfalen, insbesondere im Münsterland.
Ursprünglich war das Holzschuhmachen kein eigenständiges Handwerk. Kötter und Maurer fertigten im Winter Holzschuhe als Nebenbeschäftigung. Erst nach dem Ersten Weltkrieg wurde die Holzschuhmacherei zum eigenständigen Handwerk mit Lehrlingsausbildung und Meisterprüfung. Die Herstellung von Holzschuhen erfolgte seit dem Ende des 19. Jahrhunderts damit zunehmend nur noch in größeren Handwerksbetrieben und maschinell ab den 1920er Jahren auch in größeren Stückzahlen. So entwickelte sich der Beruf in den Gemeinden Ahaus im Kreis Borken und Neuenkirchen im Kreis Steinfurt und anderen Orten (u. a. Bocholt, Altenberge, Coesfeld) besonders im westlichen Münsterland bis Mitte der 1930er Jahre zu einer Hochburg des Holzschuhmacherhandwerks.
Begünstigt durch die Rohstoffverknappung während des Zweiten Weltkrieges und der Nachkriegsjahre bis in die Mitte der 1950er Jahre, erlebte der Beruf des Holzschuhmachers zwischen 1939 und 1955 eine Blütezeit. Zwischen 1939 und 1945 wurden alle größeren Handwerksbetriebe als „kriegswichtig“ eingestuft, da sie mit einheimischen Rohstoffen, sowohl die Zivilbevölkerung als auch die Rüstungsindustrie und die Wehrmacht versorgten. Der Boom für das Holzschuhmacherhandwerk setzte sich nach Kriegsende bis in die 1950er Jahre fort.
In Norddeutschland ging die Holzschuhmacherinnung, nachdem sich zuvor schon die Innungen von Niedersachsen und Nordrhein-Westfalen zusammengeschlossen hatten, 1968 in die Schuhmacherinnung über, da seit Anfang der 1950er Jahre Gummistiefel und Stahlkappenschuhe die Holzschuhe, die zu dieser Zeit als „arme Leute-Schuhe“ galten und den Arbeitsschutzregeln der Industrie nicht mehr genügten, verdrängten.

## Arbeitsschritte
Der Beruf des Holzschuhmachers umfasst – bis heute – folgende Arbeitsschritte:
1. Aussuchen, Fällen und Ablagern des Holzes (Ablagerungsdauer ca. 3 Jahre; zunächst als Stamm, dann als Baumscheibe; ab 1920 auch maschinell durch die Kettensäge)
2. Heraushauen der s. g. „Bollen“ aus der Baumscheibe (Bolle=das Holzscheit, aus dem der Holzschuh gefertigt wird. Ab 1920 ersetzt das Herausspalten der Bollen mit dem Beil zunehmend – als Arbeitserleichterung, aber unter Inkaufnahme eines deutlichen Qualitätsverlustes – die Bandsäge.)
3. Äußere Formgebung mit Hilfe des Zugmessers. (Ab 1920 auch maschinell durch sg. Kopiermaschinen.)
4. Aushöhlen des Fußbettes mit Löffelmessern. (Ab 1920 auch maschinell durch sg. Bohrmaschinen.)
5. Feinschliff des Fussbettes und der äußeren Form.(Ab 1920 z. T. auch maschinell mit Hilfe des Bandschleifers.)

Seit 90 Jahren hat sich damit die Arbeitsweise des Holzschuhmachers bis heute (2012) nicht wesentlich geändert.